# Satsen om största och minsta värde

En kontinuerlig funktion på intervallet med största (röd prick) och minsta värde (blå prick) markerade.

Satsen om största och minsta värde, ibland kallad Weierstrass sats, är en sats inom matematisk analys enligt vilken varje funktion som är kontinuerlig  på ett slutet och begränsat intervall antar sitt största respektive minsta värde minst en gång vardera.
Mer formellt uttryckt, om funktion {\displaystyle f} är kontinuerlig på intervallet {\displaystyle [a,b]} så finns tal {\displaystyle c} och {\displaystyle d} i {\displaystyle [a,b]} så att
{\displaystyle f(c)\leq f(x)\leq f(d)} för alla {\displaystyle \ x\in [a,b]}.
Detta kan generaliseras till att en kontinuerlig funktion som avbildar ett kompakt rum på en delmängd till de reella talen antar sitt största respektive minsta värde.

## Bevis

### Funktioner från[a,b]{\displaystyle [a,b]}tillR{\displaystyle \mathbb {R} }
Nedan följer ett bevis för att funktionen antar sitt största värde. Beviset för att minsta värdet antas är analogt, använd funktionen {\displaystyle -f} istället för {\displaystyle f}.
Låt {\displaystyle f} vara en kontinuerlig funktion på intervallet {\displaystyle [a,b]}.
Antag att {\displaystyle f} inte är en uppåt begränsad funktion. Då finns för varje naturligt tal {\displaystyle n}, enligt den Arkimediska egenskapen,  ett  {\displaystyle x_{n}} i {\displaystyle [a,b]} så att {\displaystyle f(x_{n})>n}. Detta definierar en talföljd {\displaystyle (x_{n})}. Då {\displaystyle [a,b]} är begränsad ger Bolzano-Weierstrass sats att det finns en konvergent delföljd {\displaystyle (x_{n_{k}})} till {\displaystyle (x_{n})} med gränsvärde {\displaystyle x} och {\displaystyle x} ligger i {\displaystyle [a,b]} eftersom intervallet är slutet. {\displaystyle f} är kontinuerlig, så {\displaystyle f(x_{n_{k}})} konvergerar till {\displaystyle f(x)}. Men {\displaystyle f(x_{n_{k}})\geq n_{k}} för varje {\displaystyle n_{k}}, vilket ger att följden {\displaystyle (f(x_{n_{k}}))} divergerar. Detta ger en motsägelse. Alltså är {\displaystyle f} uppåt begränsad på {\displaystyle [a,b]}.
Då {\displaystyle f} är uppåt begränsad på {\displaystyle [a,b]} finns det, enligt supremumegenskapen, ett {\displaystyle M} så att {\displaystyle f(x)\leq M} för alla {\displaystyle x} i {\displaystyle [a,b]}. Ta nu talet {\displaystyle M-1/n}, som inte är en övre gräns för {\displaystyle f(x)}. Det finns då alltså tal {\displaystyle d_{n}} i {\displaystyle [a,b]} så att {\displaystyle M-1/n<f(d_{n})}. Definiera en talföljd {\displaystyle (d_{n})} med detta. Vi får nu att:
{\displaystyle M-{\frac {1}{n}}<f(d_{n})\leq M}
vilket ger att {\displaystyle f(d_{n})} konvergerar mot {\displaystyle M}. Enligt Bolzano-Weierstrass sats finns en delföljd {\displaystyle (d_{n_{k}})} som konvergerar till något tal {\displaystyle d}, som måste ligga i {\displaystyle [a,b]} då intervallet är slutet. Då {\displaystyle f(d_{n})} konvergerar till {\displaystyle M} måste även {\displaystyle f(d_{n_{k}})} konvergera till {\displaystyle M}. Men eftersom {\displaystyle f} är kontinuerlig konvergerar {\displaystyle (f(d_{n_{k}}))} till {\displaystyle f(d)}. Alltså antar {\displaystyle f} sitt största värde {\displaystyle M} i {\displaystyle d}.

### Funktioner från kompakta rum tillR{\displaystyle \mathbb {R} }
Låt {\displaystyle f} vara en kontinuerlig funktion från ett kompakt rum {\displaystyle X} till någon delmängd av de reella talen. {\displaystyle f} är kontinuerlig, så den avbildar kompakta mängder på kompakta mängder. De kompakta mängderna i {\displaystyle \mathbb {R} } är de slutna och begränsade mängderna. Därmed finns supremum och infimum, {\displaystyle M} och {\displaystyle m}, för {\displaystyle f} och det måste finnas {\displaystyle c} och {\displaystyle d} i {\displaystyle X} så att {\displaystyle f(c)=m} och {\displaystyle f(d)=M}, annars är inte mängden sluten.

## Exempel
Följande exempel visar att mängden måste vara både sluten och begränsad:
- {\displaystyle f(x)=x} på {\displaystyle [0,\infty [} är inte uppåt begränsad.
- {\displaystyle f(x)={\frac {x}{1+x}}} på {\displaystyle [0,\infty [} är uppåt begränsad men antar aldrig sitt supremum som är 1.
- {\displaystyle f(x)={\frac {1}{x}}} på {\displaystyle ]0,1]} är inte uppåt begränsad.
- {\displaystyle f(x)=1-x} på {\displaystyle ]0,1]} antar aldrig sitt supremum som är 1.